# Землепроходцы
Землепрохо́дцы — русские путешественники XVII века, осваивавшие неизвестные ранее территории Восточной Сибири, Крайнего Севера и Дальнего Востока. Имели разное социальное происхождение — казаки, служилые люди, купцы. Многие из них были уроженцами Русского Севера.
Известные землепроходцы:
- Владимир Атласов
- Еналей Бахтеяров
- Пётр Бекетов
- Иван Галкин
- Семён Дежнёв
- Василий Колесников
- Иван Москвитин
- Максим Перфильев
- Иван Похабов
- Яков Похабов
- Василий Поярков
- Иван Ребров
- Ерофей Хабаров

В процессе своей деятельности землепроходцы осуществляли далёкие экспедиции в неизведанные земли, которые наносили на карты («чертежи»), собирали ясак с местных жителей и основывали поселения в виде зимовий и острогов. Наименование «землепроходец» не исключало того, что новые земли могли быть открыты речным либо морским путём с использованием кочей, стругов, дощаников или байдар, т.е. бытности путешественников «мореходцами».
Путешественников более позднего времени принято называть уже не землепроходцами, но просто путешественниками или мореплавателями. Например, если Дежнёв именуется землепроходцем, то Беринг — уже мореплавателем.
- Землепроходцы
- Ермак Тимофеевич
- Пётр Бекетов
- Семён Дежнёв